# Ciasem Tengah
Ciasem Tengah is een bestuurslaag in het regentschap Subang van de provincie West-Java, Indonesië. Ciasem Tengah telt 11.285 inwoners (volkstelling 2010).